# Aleuroinanis myrtacei
Aleuroinanis myrtacei là một loài côn trùng cánh nửa trong họ Aleyrodidae, phân họ Aleyrodinae.
Aleuroinanis myrtacei được Martin miêu tả khoa học đầu tiên năm 1999.